# Shattered (1991)
Shattered (bra: Busca Mortal) é um filme de drama, mistério e thriller psicológico produzido nos Estados Unidos, escrito e dirigido por Wolfgang Petersen, baseado no livro Shattered de Richard Neely e lançado em 1991. O filme é estrelado por Tom Berenger, Greta Scacchi, Bob Hoskins, Joanne Whalley e Corbin Bernsen.

## Elenco
- Tom Berenger como Dan Merrick
- Greta Scacchi como Judith Merrick
- Bob Hoskins como Gus Klein
- Joanne Whalley (Joanne Whalley-Kilmer) como Jenny Scott
- Corbin Bernsen como Jeb Scott
- Scott Getlin como Jack Stanton
- Judi Maddison como Mary Wilson
- Bert Rosario como Rudy Costa
- Jedda Jones como Sadie
- Kellye Nakahara como Lydia
- Dierk Torsek como Dr. Benton
- Theodore Bikel como Dr. Berkus

## Produção
As filmagens aconteceram em São Francisco e na costa norte do Oregon.